# Чумовая пятница (фильм, 2018)
«Чумовая пятница» (англ. Freaky Friday) — американский телевизионный мюзикл, снятый по мотивам одноимённой книги, премьера которого состоялась на телеканале Дисней 10 августа 2018 года.

## Сюжет
Фильм начинается с Элли и её двух друзей, Карла и Моники, участвующих в большой деятельности со своими одноклассниками под названием «Охота». Входит брат Элли, Флетчер, и делает магический трюк, но она не была запечатлена и просит его выйти. Флетчер, оскорбленный, крадёт песочные часы, которые отец Элли дал ей, когда она была маленькой. Её отец сейчас мёртв, поэтому песочные часы очень важны для неё.
Тем временем её мама Кэтрин Блейк готовится ко второму браку; её жениха зовут Майк. Она готовит свою собственную свадьбу. Когда друзья Элли уходят, они с Кэтрин дерутся, и Кэтрин желает, чтобы Элли взяла на себя больше ответственности, в то время как Элли хочет, чтобы её мать поняла, что значит быть ею. Когда они начинают есть, Элли спрашивает свою мать, может ли она пойти на охоту, но её мама отвечает отказом, потому что это пугает её. Когда любимый кролик Флетчера пропадает без вести, и Майк говорит, что поможет найти кролика, Элли бросается на Майка и говорит, что он не их отец. Кэтрин требует, чтобы Элли извинилась, но Элли отказывается извиняться. Кэтрин просит Майка отвезти Флетчера в школу, и Элли врывается в её комнату.
Когда Кэтрин следует за Элли в свою комнату, они сражаются за песочные часы из-за чего они меняются телами, что их полностью пугает. Они понимают, что песочные часы Элли были волшебными и они должны найти другие песочные часы, но понимают, что Кэтрин продала их, и они должны найти их. Кэтрин теперь вынуждена ходить в школу вместо Элли, а Элли должна оставаться дома вместо мамы. Когда Кэтрин прибыла в школу Элли, подлая девушка по имени Саванна, издевается над ней и говорит, что она выиграет охоту, которая беспокоит её. Влюблённый в Элли Адам приходит к Кэтрин в теле её дочери и просит у неё обед, Кэтрин смущается, но всё равно отдаёт ему свой обед, и он спрашивает её, пойдёт ли она на охоту, и она задумалась, почему никто не заботится об своих оценках и не долго поскандалив, идёт в класс.
Когда Кэтрин в теле Элли заходит в класс, она говорит Карлу и Монике, что не пойдёт на охоту, которая их удивляет. Элли в теле своей мамы в это время идёт к Майку танцевать с ним. Они идут наперекосяк, и Элли портит торт, который расстраивает её помощницу Тори. Вернувшись в школу Элли, Саванна продолжает издеваться над Кэтрин и обливает на неё чай, и когда Кэтрин идёт в туалет, она понимает, что Элли скрывает от неё свой пирсинг на животе, что расстраивает Кэтрин. Когда Элли и Кэтрин приходят на родительскую конференцию учителей, директор школы говорит им, что, когда Элли становится скучно, она пропускает занятия в течение одиннадцати дней, что делает Элли и Кэтрин обе расстроенными. Кэтрин начинает говорить о том, почему это происходит, о её отце, который расстраивает Элли. Затем Кэтрин показывает пирсинг на животе тела Элли, который она заметила в туалете.
Затем Элли в теле мамы идёт в магазин с песочными часами вместе с Флетчером, но понимает, что его больше нет. Затем она понимает, что если песочные часы на охоте, то она может пойти и взять их. Затем Элли просит маму, чтобы та попросила Адама, чтобы он взял песочные часы на охоту. Однако Адам отказывается, потому что он — мастер списков, который заставляет её говорить, что это детская игра, которая расстраивает его. Что ещё хуже, Карл и Моника приходят и говорят, что она сегодня ведёт себя очень странно и говорят, что сосредоточены на песочных часах, которые их расстраивают.
Затем Кэтрин гуляет с Флетчером, который говорит, что родители им лгут, и он никогда не поедет в Вегас, что расстраивает его и он убегает. На репетиции много чего не получается, когда Тори уходит, Карл и Моника решают бросить «Элли», и она говорит Майку, что переосмысливает всю эту свадьбу, что расстраивает Кэтрин. Кэтрин, Элли и Майк понимают, что Флетчер пропал без вести и идут искать его. Адам находит Флетчера и убеждает его вернуться домой, что он и делает, что радует Кэтрин и Элли. Затем Адам говорит, что он может рассмотреть вопрос о включении песочных часов в список.
Приходят Карл и Моника, и Элли в теле своей мамы умоляет их вернуть «Элли», то-есть свою маму в её теле в команду, с которой они согласны, и Кэтрин говорит, что Элли должна заниматься охотой, которую она хочет, но, поскольку она в своём теле, она говорит, что должна сделать это, а затем она соглашается. Журнал Cover Magazines, ранее собирался поставить там свадьбу Кэтрин, но потом решил не делать этого. Однако Элли убеждает их покрыть свадьбу и Тори возвращается.
Затем Элли говорит Майку, что она не злится на него, а любит его и решает лучше относиться к Флетчеру. Кэтрин и остальные отправляются на охоту, а затем получают песочные часы в бою от Саванны и выигрывают охоту. Затем она идёт на свадьбу и должна поменяться телами с мамой обратно, но это не работает. Затем начинается свадьба, но она останавливает её и говорит, как сильно она любит Кэтрин, что заставляет их с дочкой вернуться назад в свои прежние тела, а затем они мирятся.

## В ролях
| Актёр             | Роль              |
| ----------------- | ----------------- |
| Кози Зулсдорф     | Элли Блейк        |
| Хайди Бликенстафф | Кэтрин Блейк      |
| Джейсон Майбаум   | Флетчер Блейк     |
| Алекс Десерт      | Майк Харпер       |
| Рики Хе           | Адам              |
| Кахьюн Ким        | Торри Мин         |
| Дара Рене         | Саванна           |
| Исайя Лехтинен    | Карл Карлсон      |
| Дженнифер Лапорте | Моника Ян         |
| Сара Уилли        | Китти             |
| Рукия Бернард     | Даниэль журналист |
| Джошуа Пак        | Луис фотограф     |
| Лорен МакГиббон   | мисс Мейерс       |
| Дэйв Хуртубиз     | мистер Блюмен     |
| Гэри Джонс        | Принципал Эрин    |
| Паула Берроуз     | миссис Луккенбилл |
| Джаг Арнеджа      | сеньор О'Брайен   |

## Производство
Фильм основан на одноимённом романе Мэри Роджерс и диснеевской сценической адаптации романа. Хайди Бликенстафф повторяет свою роль матери, Кэтрин Блейк, из сценической версии, а Кози Зюлсдорф сыграла её дочь Элли Блейк. Стив Карр выступает в качестве режиссёра. Премьера фильма состоялась на канале Дисней 10 августа 2018 года.

## Рейтинги
Во время премьеры в 8:00 вечера «Чумовая пятница» привлекла в общей сложности 1,58 млн зрителей с рейтингом 0,29 для людей в возрасте от 18 до 49 лет, что дало фильму самый низкий рейтинг из всех оригинальных фильмов телеканала Disney. В течение семи телепередач в течение первых трёх дней трансляции фильм привлёк 7,2 млн зрителей, в том числе 3,1 млн среди детей от 6 до 14 лет.